# Lech Kluj
Lech Kluj (* 18. August 1948; † 2. April 1994 in Poznan) war ein polnischer Radrennfahrer und nationaler Meister im Radsport.

## Sportliche Laufbahn
Kluj war im Straßenradsport und im Querfeldeinrennen (heutige Bezeichnung Cyclocross) aktiv. 1969 gewann er die nationale Meisterschaft im Mannschaftszeitfahren. 1970 wurde er Vizemeister im Straßenrennen hinter Zygmunt Hanusik. Bei den Straßenradsport-Weltmeisterschaften wurde er 1969 23. im Straßenrennen der Amateure, 1971 kam er auf den 67. Platz. 1972 nahm er an der Internationalen Friedensfahrt teil und belegte den 38. Platz. 1971 holte er einen Etappensieg in der Polen-Rundfahrt. 1969 wurde er Zweiter im Rennen Puchar Ministra Obrony Narodowej. 
Kluj war der Sohn des Radrennfahrers Jan Kluj und der Bruder von Marek Kluj. Er kam bei einem Fahrradunfall bei einer Freizeittour ums Leben.